# Cylindrosporium
Cylindrosporium Grev., 1822 è un genere di funghi ascomiceti. 

## Specie principali
- Cylindrosporium cannabinum
- Cylindrosporium juglandis
- Cylindrosporium rubi